# Нибега (посёлок)
Нибега — посёлок в Верхнекетском районе Томской области, Россия. Входит в состав Ягоднинского сельского поселения.

## География
Посёлок расположен на юго-западе Верхнекетского района. Восточнее Нибеги протекает одноимённая река.

## Население
| 2002 | 2010 | 2012 | 2013 | 2014 | 2015 | 2021 |
| ---- | ---- | ---- | ---- | ---- | ---- | ---- |
| 308  | ↘219 | ↘203 | ↘197 | ↘186 | ↘171 | ↘71  |

## Социальная сфера и экономика
В посёлке есть фельдшерско-акушерский пункт, средняя общеобразовательная школа, Дом культуры и библиотека.
Основа местной экономической жизни — лесное и сельское хозяйство, розничная торговля.

## Селькупское название
Деревня названа по реке Нибега — Н́иввый Кы, что переводится с кетского диалекта селькупского языка как «бабушкина река» (н́ивва — бабушка).